# Equipo de Fed Cup del Perú
El Equipo de Fed Cup del Perú es el equipo representativo del país en el torneo de la Copa Billie Jean King. Su organización está a cargo de la Federación Peruana de Tenis. Desde la temporada 2023 forma parte del Grupo I de la Zona Americana.

## Historia
El equipo peruano de Fed Cup participó en la Copa Billie Jean King ininterrumpidamente desde 1982 hasta 1985, regresó en 1987 y volvió a participar en 1993 hasta 1999, año de su última participación concurrente. Las integrantes de este último equipo fueron Lorena Rodríguez di Laura, Carla Rodríguez y Ariana Rojas.
En el año 2009, la Federación Peruana de Tenis decidió reinscribir al equipo en el torneo, empezando su participación desde el Grupo II de la Zona Americana. El equipo estuvo integrado por Bianca Botto, Ingrid Vargas, Claudia Razzeto y Mariana Demichelli.
En la Fed Cup 2010, integró el Grupo B del Grupo II de la Zona Americana. Derrotó consecutivamente a Panamá (3-0), Guatemala (3-0), Bermuda (3-0) y México (2-1). En la final de ascenso al Grupo I enfrentó a Bahamas ganando 2-1 y consiguiendo el ascenso. El equipo estuvo integrado por Bianca Botto, Mariana Demichelli, Ximena Siles-Luna y Patricia Kú Flores. La capitana fue Laura Arraya.

## Plantel
El equipo peruano que participó en la Copa Billie Jean King 2023 estuvo formado por:
| Tenista              | Individual | Dobles |
| -------------------- | ---------- | ------ |
| Lucciana Pérez       | 5–0        | 2–2    |
| Anastasia Iamachkine | 0–3        | 2–2    |
| Romina Ccuno         | 0–2        | 0–2    |